# 自由歌
《自由歌》為台灣歌手張雨生的精選輯作品，專輯包括兩首創作新曲與13首過去熱門的歌曲。
該專輯收集了張雨生出道以來以來至發行《一天到晚游泳的魚》專輯期間所有經典歌曲的精選集，不僅收錄了張雨生《我的未來不是夢》、《天天想你》、《大海》等令人津津樂道的曲目，更收錄了張雨生的全新創作《自由歌》、《愛從不輕易的來》，展現了搖滾新味的張雨生。
該精選輯在選曲時，是以商業銷售量為選曲的考量，許多張雨生非流行的創作歌曲並未被選入，不過目前還是被認為是張雨生最重要的精選輯。其中的創作曲《自由歌》被認為是反映當時（1987年）台灣解嚴不久的社會現象。

## 影響
台灣歌手庭竹曾經於2007年9月30日表示，聽了《自由歌》帶給當時被壓抑的她渴望自由的動力。

## 曲目
1. 自由歌
2. 以為你都知道
3. 我的未來不是夢
4. 一天到晚游泳的魚
5. 烈火青春
6. 帶我去月球
7. 永遠不回頭
8. 愛從不輕易的來
9. 天天想你
10. 和天一樣高
11. 大海
12. 如果你冷
13. 沒有煙抽的日子
14. 湖心草深長
15. 我是一棵秋天的樹（MTV版）

## 外部連結
- 張雨生自由歌製作感言[永久]
- 《自由歌》於張雨生網站

## 音樂
- 自由歌 MV （页面存档备份，存于）
- 以為你都知道 （页面存档备份，存于）
- 我的未來不是夢 （页面存档备份，存于）
- 一天到晚游泳的魚 （页面存档备份，存于）
- 烈火青春 （页面存档备份，存于）
- 帶我去月球 （页面存档备份，存于）
- 永遠不回頭 （页面存档备份，存于）
- 愛從不輕易的來 （页面存档备份，存于）
- 天天想你 （页面存档备份，存于）
- 和天一樣高 （页面存档备份，存于）
- 大海 （页面存档备份，存于）
- 如果你冷 （页面存档备份，存于）
- 沒有煙抽的日子 （页面存档备份，存于）
- 湖心草深長 （页面存档备份，存于）
- 我是一棵秋天的樹